# Anthrax pudica
Anthrax pudica är en tvåvingeart som först beskrevs av Lynch Arribalzaga 1878.  Anthrax pudica ingår i släktet Anthrax och familjen svävflugor. Inga underarter finns listade i Catalogue of Life.